# Microeca griseoceps
Microeca griseoceps es una especie de ave paseriforme, perteneciente a la familia Petroicidae, del género Microeca.

## Subespecies
- Microeca griseoceps griseoceps
- Microeca griseoceps kempi
- Microeca griseoceps occidentalis

## Localización
Es una especie de ave que se encuentra en Australia y Nueva Guinea.